# فوتبال در نامیبیا

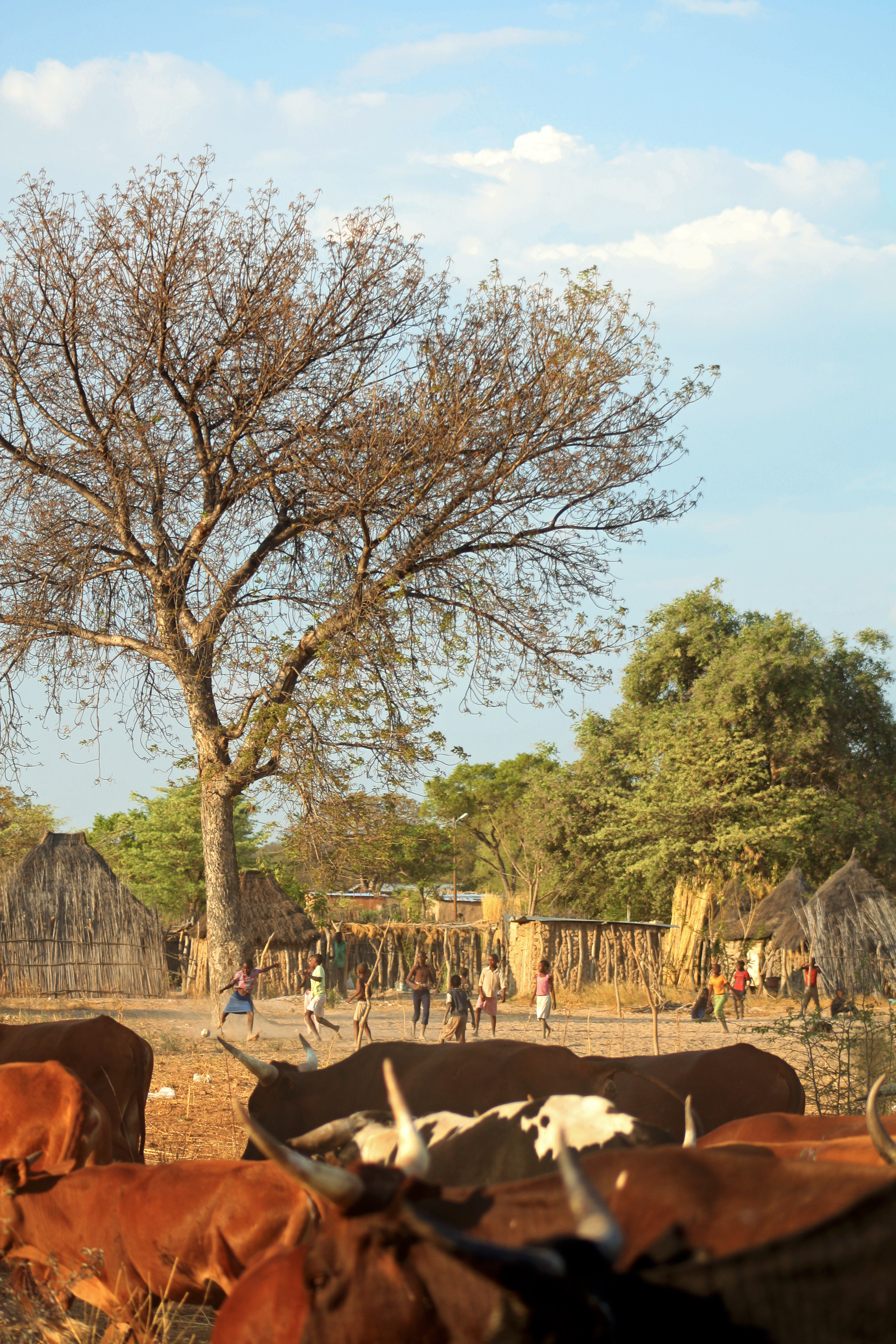
یک مسابقه محلی فوتبال در نامیبیا

فوتبال در نامیبیا توسط اتحادیه فوتبال نامیبیا اداره می‌شود. لیگ برتر نامیبیا لیگ داخلی اصلی در این کشور است. تیم ملی فوتبال نامیبیا هیچگاه تا کنون به جام جهانی فوتبال راه نیافته اما دو بار در جام کوسافا نایب قهرمان شده‌است. این تیم دو مرتبه به جام ملت‌های آفریقا در ۱۹۹۸ و ۲۰۰۸ راه یافته و هر دو بار در مرحله نخست از دور رقابت‌ها کنار رفته‌است.